# Milino Selo (Lopare)
Pour les articles homonymes, voir Milino Selo et Milino.
Milino Selo (en serbe cyrillique : Милино Село) est un village de Bosnie-Herzégovine. Il est situé dans la municipalité de Lopare et dans la république serbe de Bosnie. Selon les premiers résultats du recensement bosnien de 2013, il compte 442 habitants.

## Démographie

### Évolution historique de la population dans la localité
| 1948 | 1953 | 1961 | 1971 | 1981 | 1991 | 2013 |
| ---- | ---- | ---- | ---- | ---- | ---- | ---- |
| -    | -    | 703  | 780  | 695  | 614, | 442  |

|  |